# ميل في-16
ميل في-16 كانت مشروع مروحية نقل سوفيتية في آخر عام 1960م. المخطط الرئيسي وصف بأنها ثقيلة ذات محركين طائرة جنبًا إلى جنب بمحركي العنفة الغازية.